# Канди, Джефф
Джефф Ка́нди (англ. Jeff Cundy) — английский профессиональный игрок в снукер. Владеет собственным снукерным центром в родном городе Сканторп.

## Карьера
Стал профессионалом в 1991 году. Несколько раз выходил в финальные стадии рейтинговых турниров, но больших успехов не добился. Канди ни разу не смог квалифицироваться на чемпионат мира, хотя провёл в мэйн-туре в общей сложности 11 сезонов. В 2006 году он вышел в финал чемпионата Европы, но проиграл Алексу Боргу со счётом 5:7. Последние несколько сезонов Джефф Канди играл в серии PIOS.